# Angelo custode (Giambattista Tiepolo)
L'Angelo custode è un dipinto a olio su tela realizzato da Giambattista Tiepolo nel 1737. L'opera è una pala d'altare commissionata dal patriarca di Aquileia Daniele Dolfin per la Chiesa di Santa Maria Maddalena dei Filippini a Udine e, dopo la soppressione della chiesa nel 1867, fu poi ricollocata nei Civici musei e gallerie di storia e arte nel Castello di Udine. 

## Descrizione
Questo dipinto rappresenta un angelo custode mentre veglia su un bambino che dorme; quest'ultimo giace su una veste bianca in cima ad un'altura. Sullo sfondo si vede una fortezza vicino alla quale sorge un albero solitario; più in basso si vede un paesino con lago, dei monti ed un grosso ponte. L'artista afferma il suo stile utilizzando colori chiari e vivaci anche per la carnagione dei personaggi.